# Kampf um Prachuap Khiri Khan
Der Kampf um Prachuap Khiri Khan fand am 8. und 9. Dezember 1941 am thailändischen Luftwaffenstützpunkt bei der Stadt Prachuap Khiri Khan im Zuge der Invasion Thailands durch Japan statt.
Die japanische Armee landete an mehreren Stellen an der thailändischen Ostküste und überschritt von Französisch-Indochina aus die Grenze mit der Absicht, das neutrale Thailand als Ausgangsbasis für den Angriff gegen die britischen Besitzungen in Burma und Malaya zu nutzen. Die thailändischen Truppen leisteten hartnäckigen Widerstand, aber am 9. Dezember 1941 ließ die Regierung unter Premierminister Feldmarschall Phibul Songkhram sämtliche Kampfhandlungen einstellen und gestattete der japanischen Armee, auf thailändischem Territorium zu operieren. Am 21. Dezember 1941 schloss Thailand mit Japan ein Militärbündnis und am 25. Januar 1942 erklärte es den USA und Großbritannien den Krieg.

## Kampfverlauf
Am 8. Dezember 1941 um etwa 03:00 Uhr begann unter dem Kommando von Major Utsunomiya Kisoyoshi das 2. Bataillon des 143. Infanterieregimentes der 55. Division der Kaiserlich Japanischen Armee, Truppen bei Prachuap Khiri Khan an Land zu setzen. Als Wing Commander Mom Luang Pravasd Chumsai, Kommandant des bei Prachuab Khiri Khan stationierten 5. Geschwaders der Königlich Thailändischen Luftwaffe davon erfuhr, erteilte er sofort den Befehl, Widerstand zu leisten. Die Einheiten am Flugplatz verfügten über mehrere schwere und leichte Maschinengewehre, mit denen sie auf die japanischen Truppen, die das Flugfeld einzukreisen versuchten, das Feuer eröffneten. Die etwa 120 Mann der Flugplatz-Verteidigungskompanie unter Pilot Officer Somsri Suchrittham wurden durch das Bodenpersonal und die Piloten verstärkt. Dazu kamen noch Angehörige der örtlichen Polizei und der Yuwachon Thaharn (einer militärischen Jugendorganisation), denen die Flucht aus dem nahen Prachuab Khiri Khan geglückt war, nachdem die Japaner das Telegraphenbüro und die Polizeistation besetzt hatten.
Obwohl die Japaner einen Teil des Flugfeldes eingenommen hatten, versuchten die Piloten des 5. Geschwaders im ersten Morgengrauen mit ihren Flugzeugen zu starten, um die vordringenden Japaner mit Bomben und Bordwaffen anzugreifen. Chief Warrant Officer Prom Chuwong war der erste, der mit seiner Curtiss P-36 Hawk abhob, wurde aber durch japanisches Bodenfeuer sofort abgeschossen und getötet. Die Japaner schossen zwei weitere Hawks beim Startversuch ab, wobei beide Piloten starben, und verwundeten einen dritten, als er zur Startbahn rollte. Nur einem Piloten, Flying Officer Man Prasongdi, gelang es, mit einer Curtiss P-36, die mit vier 50-kg-Bomben beladen war, hochzukommen. Er griff japanische Transportschiffe im Hafen Manao an, erzielte aber aufgrund des dichten Nebels und Regens keine Treffer.
Bis 08:00 Uhr waren die meisten Hangars im Norden des Flugfeldes in die Hände der Japaner gefallen. Nach Aufgabe der Start- und Landebahnen zerstörten die Thailänder die Instrumente im abseits einzeln stehenden Tower und brannten diesen nieder. Ein neuer Verteidigungsring wurde aufgebaut, wobei die sich zurückziehenden Luftwaffensoldaten aus einer Maschinengewehrstellung am Tennisplatz der Fliegerbasis wirksamen Feuerschutz erhielten.
Nachdem sie den Landekopf gesichert hatten, besetzten die Japaner unverzüglich die Reste der niedergebrannten Hangars und die Start- und Landebahnen, während Verstärkungen, darunter auch Artillerie und 10 Panzer, angelandet wurden. Aus ihren neuen Stellungen leisteten die Thailänder weiterhin Widerstand. Das Gefecht zog sich mit abnehmender Intensität über den gesamten Nachmittag bis zum späten Abend hin. Das Maschinengewehr am Tennisplatz konnte die Japaner zurückhalten, während mit einem der leichten Maschinengewehre ständig die Stellung gewechselt wurde, um Lücken in der Verteidigung zu schließen.
Gerüchte, dass sich Matrosen der Königlich Thailändischen Marine zum Flugfeld durchkämpften, hielten den Kampfgeist der Thailänder während der Nacht hoch. Die Munition begann bereits knapp zu werden und teilweise feuerten die Luftwaffensoldaten sogar Platzpatronen ab.
Am Morgen des 9. Dezember erhielten die erschöpften Verteidiger während einer Feuerpause durch einen Postboten ein Telegramm vom thailändischen Innenministerium zugestellt, worin sie aufgefordert wurden, das Feuer einzustellen, da zwischen Thailand und Japan ein Waffenstillstand geschlossen worden sei. Zum Ärger der Angreifer ignorierten die Thailänder jedoch das Telegramm, das sie als Trick der Japaner betrachteten. Das Gefecht flackerte wieder auf, wobei die Japaner ihre Angriffe mit neuer Stärke fortsetzten und die Verteidiger langsam zurückdrängten. Die einsame Maschinengewehrstellung am Tennisplatz wurde niedergekämpft, wobei die beiden darin befindlichen Soldaten schwere Verwundungen erlitten.
Um 10:00 Uhr, als die Japaner immer näher heranrückten, befahl Wing Commander Pravasd, das Stabsgebäude mit allen Dokumenten anzuzünden. Flying Officer Prayhad Kanchonwiroj, der leitende Sanitätsoffizier, ließ das Lazarett evakuieren und ebenfalls in Brand stecken. Da die Hoffnung auf Hilfe von außen mehr und mehr dahinschwand, ordnete der Geschwaderkommandant an, dass alle Offiziere sich eine Patrone für sich selbst aufheben sollten und dass jeder, der es so wollte, versuchen sollte, auszubrechen und in die Wälder der Umgebung zu flüchten. Der Rest, zu dem auch die Verwundeten gehörten, sollte sich zum im Osten des Flugfeldes gelegenen Mount Laum Muak zurückziehen.
Schließlich traf zu Mittag ein mit einer weißen Flagge gekennzeichneter Wagen ein. Ihm entstiegen einige Vertreter der thailändischen Regierung, die Wing Commander Pravasd den direkten Befehl von Feldmarschall Phibul Songkhram überreichten, dass jeglicher Widerstand einzustellen sei.
Der Kampf endete offiziell am 9. Dezember 1941 um 12:35 Uhr.

## Verluste
Auf thailändischer Seite gab es unter den Luftwaffenangehörigen, Polizeibeamten und Zivilisten 38 Tote und 27 Verwundete. Unter den Toten war auch die schwangere Frau von Geschwaderkommandant Pravasd. Nach japanischen Quellen hatten die Japaner 116 Tote, Angaben zur Zahl der Verwundeten fehlen. Thailändische Schätzungen lauten auf 217 Tote und mehr als 300 Verwundete.

## Erwähnenswertes
Der Kampf um Prachuap Khiri Khan wird im Nationalmuseum Chumphon umfangreich dargestellt.